# Nicolas Jean-de-Dieu Soult
Nicolas Jean-de-Dieu Soult (Saint-Amans-la-Bastide, 1769. március 29. – Saint-Amans-la-Bastide 1851. november 26.), francia katonatiszt, a napóleoni háborúk hadvezére, 1804-től Franciaország marsallja, 1807-től Dalmácia hercege.

## Élete és pályafutása
Paraszt szülőktől származott, mint közember lépett 1785-ben a francia hadseregbe. A forradalmi háborúkban gyorsan lépett előre a ranglétrán, 1794-ben már dandártábornok. Különösen az 1799-es svájci hadjáratban és 1800-ban Genova ostrománál tűnt ki.
Napóleon császár 1804-ben tábornaggyá (marsallá) nevezte ki, 1805-1807 között a IV. hadtestet vezette az austerlitzi, a jénai és az eylaui csatákban. A tilsiti béke után (1807) Dalmácia hercegévé nevezte ki Napóleon. 1808-ban a spanyolországi francia hadsereget vezette. 1809-es hadjárata Portugália ellen nem sikerült, de 1810-ben Cádizig szorította a spanyolokat.
1813-ban a bautzeni csatában a centrumot vezette, ezután ismét Spanyolországba ment. Itt azonban Wellington visszaszorította és utoljára Toulouse mellett (1814. április 10.) aratott rajta győzelmet. XVIII. Lajos 1814. decemberben hadügyminiszterré nevezte ki, Napóleon visszatérése után annak vezérkari főnöke lett, és részt vett a lignyi és waterlooi csatákban. 1816-1819 között száműzetésben élt.
1827-ben pairi rangra emelkedett, 1830. novemberben Lajos Fülöp király hadügyminiszterré nevezte ki s 1832-34 között miniszterelnök is volt. Thiers visszalépése után 1840. októberben újból a kormány élére állt és hadügyminiszter is lett. 1847-ben mondott le végleg s ekkor a Franciaország főtábornagya címet kapta.
Soult marsall Napóleon legkiválóbb hadvezérei közé tartozott, aki kevés tanultságát éles eszével és vitézségével egyenlítette ki. Emlékiratainak egy részét fia, Hector Napoléon adta ki: Histoire des guerres de la Révolution, 1854. 3 kötet.